# Lost Transmissions
Lost Transmissions (bra: Frequência Perdida) é um filme de drama independente de 2019 escrito e dirigido por Katharine O'Brien. É estrelado por Simon Pegg, Juno Temple, e Alexandra Daddario.
O filme teve sua estreia mundial no Festival de Cinema de Tribeca em 28 de abril de 2019. Foi lançado em 13 de março de 2020, pela Gravitas Ventures.

## Sinopse
O filme é centrado em Hannah (Juno Temple), uma tímida compositora, que descobre que seu amigo, o respeitado produtor musical Theo Ross (Simon Pegg), deixou de tomar seu remédio para esquizofrenia. Hannah reúne um grupo de amigos para ajudar a internar Theo em um hospital psiquiátrico, perseguindo-o enquanto ele foge de suas ilusões coloridas através do glamour e da coragem de Los Angeles.

## Elenco
- Simon Pegg como Theo Ross
- Juno Temple como Hannah
- Alexandra Daddario como Dana Lee
- Tao Okamoto como Wendi
- Bria Vinaite como Micah
- Jamie Harris como Angus
- Danny Ramirez como Jake
- Reef Karim como Dr. Klopek
- Jonathan Ohye como Dr. Matsumoto
- Rebecca Hazlewood como Rachel
- Grant Harvey como Todd
- Robert Schwartzman como Darron
- Daisy Bishop como Frankie
- Jacob Loeb como Derek
- Nana Gana como Cheyenne

## Produção

### Elenco
Em abril de 2017, foi anunciado que Simon Pegg se juntou ao elenco do filme, com Katharine O'Brien dirigindo a partir de um roteiro que ela escreveu.

### Filmagens
Em 2 de agosto de 2018, o último dia de filmagem, foi anunciado Juno Temple, Alexandra Daddario, Tao Okamoto, Bria Vinaite, Jamie Harris, Danny Ramirez, Rebecca Hazelwood, Reef Karim, Daisy Bishop, Grant Harvey, Jacob Loeb, Jonathan Ohye, Nana Ghana, e Robert Schwartzman se juntaram ao elenco do filme.

## Lançamento
Lost Transmissions teve sua estreia mundial no Festival de Cinema de Tribeca em 28 de abril de 2019. O filme também foi exibido no American Film Festival em 6 de novembro de 2019 e no Whistler Film Festival em 8 de dezembro de 2019. Pouco depois, Gravitas Ventures adquiriu os direitos de distribuição do filme e o lançou em 13 de março de 2020.

### Resposta crítica
De acordo com Rotten Tomatoes, 54% dos críticos deram ao filme uma crítica positiva com base em 28 avaliações, com uma classificação média de 6.10/10. O consenso dos críticos do site diz: "Lost Transmissions se encontra ocasionalmente encalhado, apesar das sólidas performances de Simon Pegg e Juno Temple." Metacritic, que usa uma média ponderada, atribuiu ao filme uma pontuação de 51 de 100 com base em 8 críticos, indicando "críticas mistas ou médias".
Depois de sua estreia em Tribeca, John DeFore do The Hollywood Reporter deu uma crítica positiva ao declarar "Lost Transmissions deu um olhar simpático e apropriadamente deprimido sobre a doença mental de um músico. O filme conta sua história sem se envolver com clichês tolos sobre criatividade e loucura." Joey Magidson do Hollywood News também deu uma crítica positiva ao afirmar que "Simon Pegg e Juno Temple nunca estiveram melhores, exercitando novos músculos de atuação e fazendo com que você reavalie o que cada um é capaz de fazer". Kristy Strouse do Film Inquiry deu outra crítica positiva ao declarar "Lost Transmissions realmente encontra sua identidade nos momentos mais suaves entre nossos dois protagonistas, quando o desgosto vem à tona e eles reconhecem suas próprias lutas (e as de um do outro)." Andy Howell do Film Threat sentiu que os espectadores que" podem ver Lost Transmissions apenas para Simon Pegg virá com um senso mais profundo do que é esquizofrenia ".
Por outro lado, Alex Papaioannou, da Popaxiom, fez uma crítica mista ao afirmar que "Lost Transmissions tomam a forma de um holofote brilhante que é necessário para expor realidades difíceis e, com sorte, promover mudanças. Infelizmente, há momentos em que esses exemplos parecem mal orientados ou aproveitados risos, o que é perturbador, seja intencional ou não. Esta estreia é um filme sobre saúde mental e música e, embora seja um assunto importante, não atinge necessariamente todos os pontos que deveria. Ainda assim, Simon Pegg é absolutamente fantástico e confirma suas sérias habilidades de atuação." Owen Gleiberman da Variety também deu uma crítica mista ao declarar "Lost Transmissions é uma jornada turva e sem foco, ambientada em uma Los Angeles que parece tão encharcada quanto Londres em um dia nublado."
Emily Sears de Birth.Movies.Death. deu uma crítica negativa ao afirmar "O enredo de Lost Transmissions limita as performances, oscilando para frente e para trás com muita frequência entre Theo manipulando o sistema e Hannah sendo teimosa demais para desistir."

## Prêmios
O filme ganhou três prêmios no Festival de Cinema Independente de Praga de 2020 —Grande Prêmio, Melhor Ator (Simon Pegg) e Melhor Atriz (Juno Temple).[carece de fontes?]